# Villa Franchetti
Villa Albrizzi, Franchetti è una villa veneta situata a San Trovaso, frazione del comune di Preganziol (Treviso).

## Storia
Fu innalzata tra il 1680 e il 1700 lungo il Terraglio, in uno dei luoghi di villeggiatura favoriti dai patrizi veneti.
Suoi primi proprietari furono i nobili Albrizzi, noti mercanti di stoffe. Tra loro, Isabella Teotochi Albrizzi che qui stabilì il suo salotto letterario, in cui trovò posto anche Ugo Foscolo, che nel parco della Villa trovò ispirazione per comporre l'opera letteraria Dei Sepolcri. Passò in seguito alla contessa Ida Zeno Accurti e quindi acquistata dal barone Raimondo Franchetti. Tra gli eredi, da ricordare l'omonimo nipote, noto esploratore.
Danneggiata gravemente durante la Grande Guerra, nel 1973 Raimondo Nanuk Franchetti, ultimo proprietario, la vendette alla provincia di Treviso. Il complesso è stato recuperato dapprima come sede distaccata dello IUAV, poi come ufficio di rappresentanza della provincia di Treviso. La villa è oggi proprietà della Provincia di Treviso che l'ha concessa in gestione alla Fondazione Cassamarca.

## Descrizione

### Corpo centrale
Il corpo centrale ha le forme tipiche dei palazzi signorili veneti per la facciata e il frontone centrale con un timpano. Sul davanti, sia al primo che al secondo piano, vi sono due balconate a tre luci. All'interno, le sale e le stanze sono ornate da stucchi settecenteschi.
L'interno ha la consueta pianta della villa veneta, con grande sala centrale e quattro (in origine cinque) stanze ai lati. La sala centrale al pian terreno è decorata con semplici stucchi risalenti alla fine del Settecento. Quattro putti, ciascuno in un sovrapporta, simboleggiano le quattro stagioni: sulla parete nord il primo, coperto da un velo e recante in mano un mazzo di fiori, rappresenta la Primavera, il secondo, con una fascina di frumento sulle spalle, l'Estate. Nella parete sud sono invece rappresentati l'Inverno (un putto infreddolito che cerca di scaldarsi le mani al tepore di un piccolo fuoco) e l'Autunno (un putto recante una canestra di frutta e dall'uva).

### Barchessa sud
Al corpo centrale sono affiancate due barchesse opere dell'architetto Andrea Pagnossin. Più tarde rispetto al palazzo e leggermente più arretrate, hanno entrambe pianta a "L". Le facciate prospicienti il Terraglio sono caratterizzate da una parte centrale a tempio con colonnato e da due ali con tre aperture rettangolari per lato, sormontate da aperture rettangolari.
La barchessa a sud, costruita verso il 1710, fu decorata nel corso del settecento da Mattia Bortoloni e Gerolamo Mengozzi-Colonna con un ampio ciclo mitologico che doveva illustrare agli ospiti la gloria degli Albrizzi, il loro amore per la pittura, l'architettura, la scultura e la musica, oltre che per la caccia e l'agone fisico: la sala Sud è infatti decorata con La corsa con le bighe, Il lancio del disco, Il pugilato e La lotta libera. Un ciclo di affreschi dedicati ai giochi non era consueto nelle ville venete e stupì piacevolmente Goethe; egli scrisse infatti:
(Johann Wolfgang von Goethe, Viaggio in Italia)

#### Stanza Sud o dei Ludi
Quattro elaborate finte cornici racchiudono le raffigurazioni di altrettante discipline: La corsa con la biga, Il lancio del disco, Il pugilato, La lotta libera.
Sul fastigio delle cornici, dei cartigli riquadrano figure monocrome simbolizzanti i quattro Continenti.
Nei riquadri angolari delle volte quattro monocromi raffigurano gruppi di putti intenti in giochi infantili: le capriole, la corsa, la piramide e il giuoco del "pantòco" o "campanòn".
Al centro del soffitto, in un riquadro centro tracce del Trionfo dell'atleta.

#### Stanza centrale o delle Arti
Tra un finto colonnato di ordine corinzio sono inserite delle nicchie con figure allegoriche: sulla parete sud l'Astronomia, la Scultura e la Poesia, sulla parete nord l'Architettura, la Pittura e la Musica. Sulle altre due pareti due personaggi di casa Albrizzi, forse Almorò Albrizzi e Giorgio Battista I Albrizzi, procuratore di San Marco.

#### Stanza Nord o di Diana o della Caccia
Alle pareti sono riconoscibili: a nord La caccia al leone, ad est La caccia al cinghiale o Mito di Meleagro, figlio del re di Calidone, a sud La caccia alla colomba con il falcone, a ovest La caccia al cervo o Mito di Atteone.
Sopra la porta che si apre nella parete nord è affrescato un ovale monocromo raffigurante Diana e Endimione. Il corrispondente ovale sulla parete sud è ormai illeggibile.
Sul soffitto dalle volte a padiglione corre un ballatoio dipinto a trompe l'oeil. Sotto due dei quattro balconcini due mascheroni dipinti raffigurano Atropo, la parca che recide il filo della vita, e un volto digrignante incorniciato de un velo, simboli della morte e della fugacità della vita. Sotto gli altri due, in corrispondenza della caccia al cervo e al cinghiale, sono invece dipinti dei teschi di cavallo e di cane. Sui pennacchi delle volte quattro finte cornici riquadrano degli amorini monocromi recanti un otre, una freccia, una torcia e un uccellino, simboli probabilmente dei quattro elementi. Nel riquadro centrale della volta sono affrescati vari trofei e strumenti della caccia.

### Barchessa nord
La barchessa nord, pur identica a quella sud nel disegno architettonico della facciata e nella pianta a "L", venne realizzata qualche anno più tardi, verso il 1720.
Destinata ad uso prettamente agricolo, fu adibita verso il 1887 dal barone Raimondo Franchetti a sua abitazione e per questo ampiamente rimaneggiata. La sala centrale, che l'esploratore destinò a stanza dei trofei di caccia, conserva sul soffitto un'interessante decorazione.

### Parco
Il parco, già all'italiana, fu trasformato nel corso dell'Ottocento secondo la moda all'inglese. Molto vasto, fu ampliato ulteriormente da Raimondo Franchetti il quale lo arricchì di piante esotiche provenienti dai numerosi luoghi che aveva visitato. Questi vi fece costruire anche diversi fabbricati.

#### Berceau
Il berceau di villa Franchetti è un piccolo edificio a pianta ottagonale con una loggia a cui si accede tramite una breve scalinata che corre lungo tutto il perimetro, ornata da colonne in pietra che sorreggono archi a sesto acuto. Secondo la moda romantica veniva usato per leggere e conversare immersi nella natura.

#### Edificio per il gioco della "borela"
La lunga costruzione con pianta a T, parzialmente distrutta da un incendio nel 1968, veniva usata per il gioco della "borela". Lo scopo del gioco era colpire al volo con una boccia di legno tre birilli messi in fila da una distanza di circa venti metri.

#### Canile
Realizzato insieme alla vicina Serra piccola attorno al 1894, fu voluto dalla moglie di Raimondo, Sara Luisa de Rothschild, appassionata cinofila.

#### Cavallerizza
Il recinto, con pianta a sedici lati, era un tempo coperto da un tetto in vetri bianchi e blu (i colori di casa Franchetti). rimangono oggi solo i pilastri in marmo di Verona.